# Pachira aracamuniana
Pachira aracamuniana là một loài thực vật có hoa trong họ Cẩm quỳ (Malvaceae). Loài này được Julian Alfred Steyermark mô tả khoa học đầu tiên năm 1989 dưới danh pháp Pochota aracamuniana. Năm 1994 William Surprison Alverson chuyển nó sang chi Pachira.